# Кен Бленчард
Кенет Хартли Бленчард (рођен 6. маја 1939) је амерички аутор. Његова богата списатељска каријера укључује преко 60 објављених књига, од којих је већина ко-ауторских књига. Његова најуспешнија књига, Менаџер за један минут, продала је више од 13 милиона примерака и преведена је на више језика. 
Бленчард је такође главни духовни директор компаније Кен Бленчард, међународне фирме за обуку и консултантске услуге менаџмента коју су он и његова супруга Мерџори Бленчард заједники основали 1979. године у Сан Дијегу у Калифорнији . Бленчард је познат по цитату "Нико од нас није тако паметан као сви ми." 

## Образовање
Бленчард је похађао средњу школу Њу Рошел, а дипломирао је 1957. Он је завршио основне студије из дипломатије и филозофије на Универзитету Корнел 1961., а постдипломске студије из социологије и саветовања у Колгејт Универзитету 1963. и докторирао администрацију у образовњу и руководству на Универзитету Корнел у 1967. Као постдипломски студент у Корнеллу, придружио се братству Фи Гама Делта (ФИЈИ), и изабран је за чланство у друштву Перо и Бодеж .
Бленчард је управник Универзитета Корнел и гостујући професор на Универзитету  Корнел за хотелску администрацију . Он и његова супруга су 1991. године проглашени за Корнел предузетнике године.

## Значајна дела
Кенова списатељска каријера укључује више од 60 књига и стотине говора. Неке од његових најистакнутијих књига укључују:
- Менаџер за један минут (у коауторству са Спенсером Џонсоном ), који је продат у преко 13 милиона примерака и преведен је на 37 језика. [тражи се извор]   Постоје наводи да је то плагијат из првобитног истраживања бившег колеге Бленчарда и Џонсона, Артура Елиота Чарлслија, којег Бленчарда и Џонсон никада нису признали за било шта више од подређеног коаутора . Књига се, наводно, састоји са 40% плагијаризма Чарслијевог чланка "Макгрегор".[8][9]
- Равинг Фанови: револуционарни приступ услузи купцима (1993)
- Лидерство и менаџер једног минута : Повећање ефикасности кроз ситуационо вођство ® (1985) (у коме је сковао термин менаџер галебова )
- Гунг Хо! Укључи људе у било коју организацију (1997)
- Вејл Дан! Моћ позитивних односа (2002)
- Лидерство на вишем нивоу: Бленчард о лидерству и стварању организација са високим перформансама (2006).[10]